# 十字架と王冠

十字架と王冠
（クロス・アンド・クラウン）

十字架と王冠（じゅうじかとおうかん、Cross and Crown、クロス・アンド・クラウン） は、十字架が王冠を貫いているデザインの、伝統的なキリスト教のシンボルである。多くの教会（特にローマ・カトリック）で用いられ、また紋章としても用いられ、世に現れている。それは、しばしば天国に入るための報酬（王冠）、またこの人生の痕跡の後に続くもの（十字架）を象徴すると解釈されてきた（新約聖書：ヤコブ書1章12節）。
そのシンボルは、「病を癒せ、ハンセン病を洗い清めよ、死者を甦らせよ、悪魔を追い出せ」と、新約聖書のマタイの福音書10章8節にあるキリストの言葉から引用された、英語の文字で囲まれた、『科学者キリスト教会＝クリスチャン・サイエンス』 (Church of Christ, Scientist) の印章（ロゴマーク）に用いられ、世に現された。
それは、聖書研究者（ものみの塔の先駆者）の旗印の特徴でもあった。1881年1月に最初に世に現した『シオンのものみの塔協会』 (Zion's Watch Tower) が発布した十字架と王冠は、月桂樹の葉で翼のように囲まれたデザインのものだった。ものみの塔協会は、1916年にラッセルが逝去したのち、その見映えが"異教のシンボル"であるとして、やがて十字架と王冠を用いるのを止めた。とはいえ、ラッセルの墓の隣にある「ものみの塔聖書冊子協会」が建てたピラミッド型の記念碑には、十字架と王冠のデザインがしっかり刻まれている。彼らの現在の教理によれば、かのイエスは十字架に掛けられたのではなく、"一本の杭"に掛けられたとされている。
そのシンボルは、近代フリーメイソンのテンプル騎士団 (Knights Templar) によっても用いられた（この集団はフリーメイソン主義の友愛結社の潮流であって、明白に順応したキリスト教である）。　しかしながら、考えられることは、それは歴史的には決して騎士修道会の卓越したシンボルではなかった（テンプル騎士団の封緘を参照）。十字軍の時代の間、多くの騎士修道会は、様々な状況における十字の形（よくある「マルタ十字」）の卓越した特徴の紋章を取り入れていた。
十字架と王冠のシンボルは、ティム・ラヘイの著書『十字架の力』 (The Power of the Cross, by Tim Lahaye) の表紙にも表されている。
ロイヤル・ブラック財団 (Royal Black Institution) は、彼らの組織のためのシンボルとして"In hoc signo vinces"（ラテン語で「この徴により、汝は勝利すべし」 ）の特徴的な言葉で、丸く囲まれている十字架と王冠を用いている。